# Diana Ring
Diana Ring (* 30. November 1949 in Elsloo, Niederlande) ist eine niederländische Sängerin. Ihr Repertoire umfasst deutschsprachige Chansons und Schlager, sowie Broadwayklassiker und englischsprachige Popmusik. Diana Ring war ursprünglich Mitglied der niederländischen Girl Group "The Bongers Sisters", in welcher sie mit zwei ihrer Schwestern deutschsprachige Schlager sang. Sie lebt in Deutschland am Niederrhein.

## Karriere
Diana Ring nahm eine Reihe von LPs und Singles auf und machte ausgiebige Tourneen im Ostasiatischen Raum. Insbesondere in Japan war sie in den 70er-Jahren sehr erfolgreich und brachte dort mehrere Schallplatten unter ihrem Namen heraus.
Diana Ring hatte eine Reihe von Auftritten in deutschen und ausländischen TV-Shows. Ein Höhepunkt ihrer Karriere war ein Auftritt für den Jordanischen König Hussein, der sich sehr angetan zeigte.

## Diskographie (Auswahl)

### Mit "The Bongers Sisters"
- LP Happy Days, OPP World Wide 1970[2]

### Als "Diana"
- LP Wo sind meine Lieder, ORF / Polyhymnia 1975[3]
- LP Auf den weissen Stufen von Mykonos, Earl Records 1975[4]
- Single Musik zum Träumen (B-Seite: Nie vorher), Austrocord[5]
- Single You're My Yesterday (B-Seite: Midnight Rover (Disco Casanova)), Atom 1977[6]
- CD Du und ich, Cherie, Belvedere Musik[7]

### Als "Diana Ring"
- Single Midnight Rover (Disco Casanova) (B-Seite: You're My Yesterday), Philips 1979[8]
- Single Love At First Sight, Zinatra Productions 1997[9]
- Single White Hearts, Zinatra Productions 1997[10]

### Auf Compilations
- Titel Erzähl mir was von Wien, Compilation Wiener Auslese, Preiser Records 1999[11]